# Johann Amsel
Johann Amsel (* 24. Juni 1665 in Rostock; † 13. Oktober 1732 in Königsberg) war ein deutscher Rechtswissenschaftler.

## Leben
Der Sohn des Rostocker Professors Andreas Amsel und dessen Frau Margaretha Schmidt hatte seine Grundausbildung an den Schulen in Rostock erhalten. Dort wurde er 1674 an der Universität Rostock immatrikuliert und absolvierte ab 1684 ein Studium der Rechtswissenschaften. Neben seinem Vater hatte hier Jakob Lembke (1650–1693) und Johann von Klein (1659–1732) seine Ausbildung gelenkt. 1686 zog er an die Universität Kopenhagen und von dort an die Universität Lund. Seine weitere Ausbildung setzte er an der Universität Königsberg fort, wo Johann Christoph Boltz und Achaz Christian Ranger (1648–1694) seine Lehrer wurden. An den preußischen Gerichten in Königsberg machte er sich mit der juristischen Praxis vertraut.
1688 reiste er wieder nach Rostock, wurde am 22. September 1690 in die juristische Fakultät examiniert und promovierte mit seinem Bruder Thomas am 6. September 1694 zum Doktor der Rechte. Danach kehrte er zurück an die juristische Fakultät der Königsberger Hochschule, wo er 1696 außerordentlicher Professor und Oberhofgerichtsadvokat wurde. Ab 1701 wirkte er am Königsberger Hofhalsgericht als erster Assessor und fand in verschiedenen Kommissionen für Lehnrecht und Stipendiatsangelegenheiten Verwendung. 1713 wurde er dritter ordentlicher Professor, 1716 zweiter und 1726 erster Professor. Er war achtmal Dekan der juristischen Fakultät und in den Sommersemestern 1719, 1723, 1727 sowie 1731 viermal Rektor der Alma Mater.
Er starb nach seiner Emeritierung 1632.

## Familie
1697 heiratete er Anna Maria, Tochter des Bürgermeisters von Kneiphof Christian Feierabend. Aus der Ehe stammen zwei Söhne und zwei Töchter. Von den Kindern sind bekannt:
- Tochter NN. Amsel († 1702 jung)
- Johann Gottfried Amsel († 1727) als Student
- Carl Friedrich Amsel († 1727) als Student
- Johanna Maria Amsel ⚭ 1722 mit Friedrich Rabe

## Werke
- De obsignatione judiciali, von der gerichtlichen Versiegelung, diss. Inaug. Pro Gradu doctorali, praeside Dr. Jacob Lemcken. Rostock 1691.
- De Actorum Referendario. Königsberg 1695.
- De vulgate dicto: unus testis, nullus testis: Ein Zeuge, kein Zeuge. 1695.
- De eo quod extremum judicialem actum, s. executionem, sistit et differt. Von Hemmung der Gerichtlichen Hülffe, und Vollstreckung der Urtheile. 1696.
- De vulgato dicto: unus actus, nullus actus, einmahl, keinmahl. 1696.
- Disp. Prior, exhibens Juris Prutenici tempora, in horis, diebus, septimanis et mensibus, cum jure Romano collata. 1696.
- Disp. Posterior, exhibens Juris Prutenici tempora, ab uno anno ad centum annos, cum jure Romano collate. 1697.
- De nominis subscriptione, von Nahmens Unterscheidung. 1697.
- De rationabilitate Canonis Juris Lubecensis: Hand muß Hand wahren. 1698.
- De Causis inappellabilibus. 1699.
- De Con- et disconvenientia Juris civilis ac Lubecensis, circa haereditatem quae ab intestate defertur. 1701.
- De successione Collateralium, secundum jus Culmense. 1706.
- Disp. An et quare duplum, et quadraplum adhuc hodie in Judiciis peti, idemque in sententiis imponi possit aut debeat? 1714, 1718.
- De homine innocente non occidendo. 1716.
- De casibus quibusdam extantioribus, jure Romano Institutionum expresse decisis; jure vero Prutenico omissis, quove casibus ejusmodi obvenientibus recurrendum. 1717.
- De exceptione: non sum haeres. 1717.
- De actibus juratis, von beschwonen Handlungen. 1719.
- De singularibus juris maritimi, von den besonderen See- und Schiff-Rechten. 1722.
- De scriptura sine die et consule, vulgo Dato. 1726.